# Médico, cura-te a ti mesmo

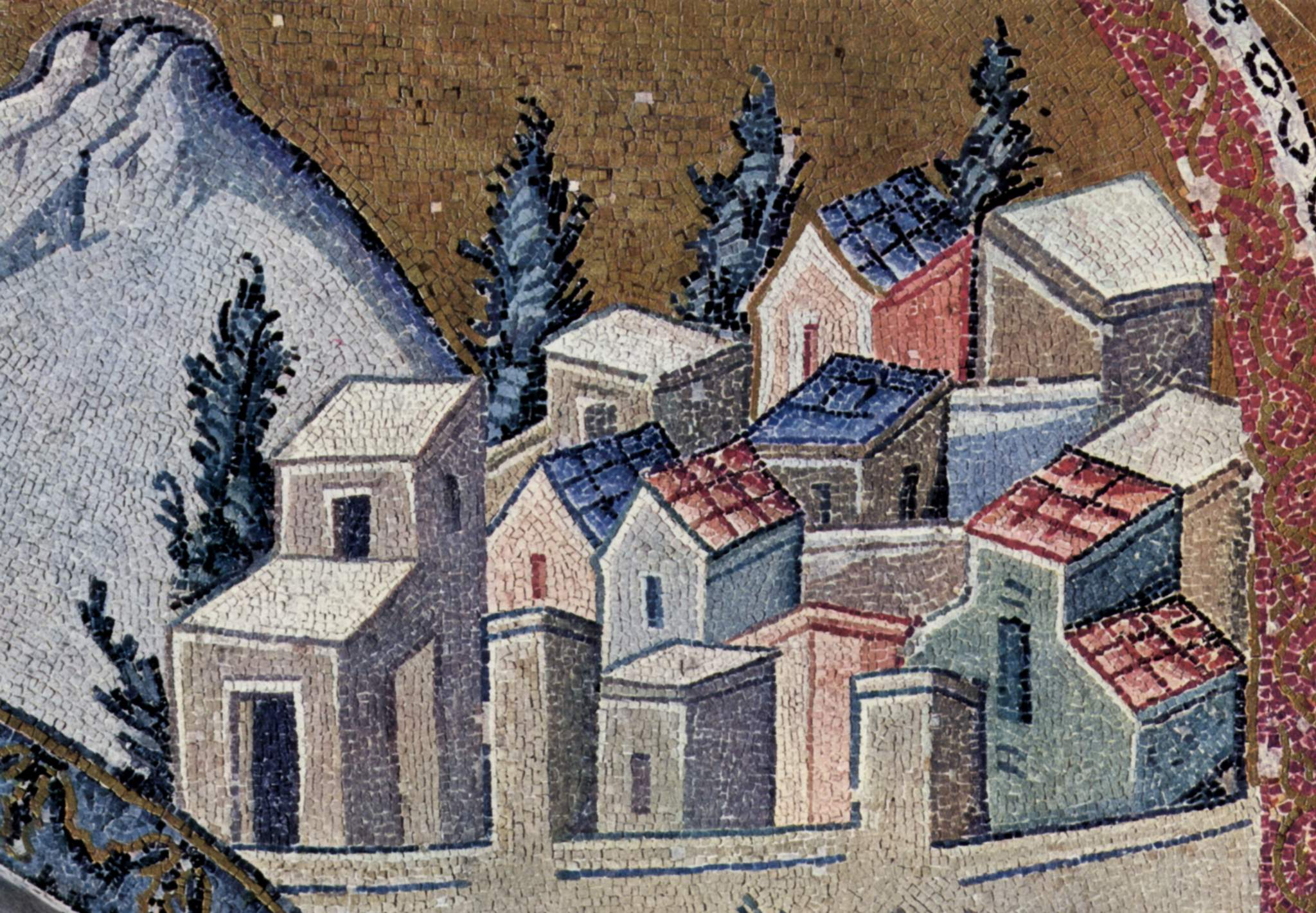
Nazaré conforme retratada em um mosaico bizantino (Igreja de Cora, Constantinopla)

Médico, cura-te a ti mesmo (em grego:  Ἰατρέ, θεράπευσον σεαυτόν) é um provérbio encontrado em Lucas 4:23.
| “ | «Disse-lhes Jesus: Sem dúvida citar-me-eis este provérbio: Médico, cura-te a ti mesmo; tudo o que soubemos que fizeste em Cafarnaum, faze-o também aqui na tua terra.» (São Lucas 4:23) | ” |

## Interpretações
A interpretação usual desta passagem é que, durante a Rejeição de Jesus, ele esperava ouvir dos seus conterrâneos em Nazaré esta frase para criticá-lo.
A moral do provérbio é aconselhar a cada um para que veja primeiro seus próprios defeitos antes de criticar os dos outros, um sentimento que também aparece no Discurso sobre julgamentos.
Jesus se utilizou destas palavras para atribuir as palavras em Isaías 61:1 a si mesmo. De acordo com a doutrina, ele estaria também profetizando que seus inimigos iriam dizê-las mesmo após ele estar pendurado na cruz em sua crucificação, o que pode ser interpretado como sendo as zombarias feitas para que ele descesse da cruz («Ele salvou aos outros, a si mesmo não se pode salvar; Rei de Israel é ele! desça agora da cruz, e creremos nele.» (São Mateus 27:42). Passagens similares também aparecem em São Marcos 15:31 e São Lucas 23:35.